# Fort Independence

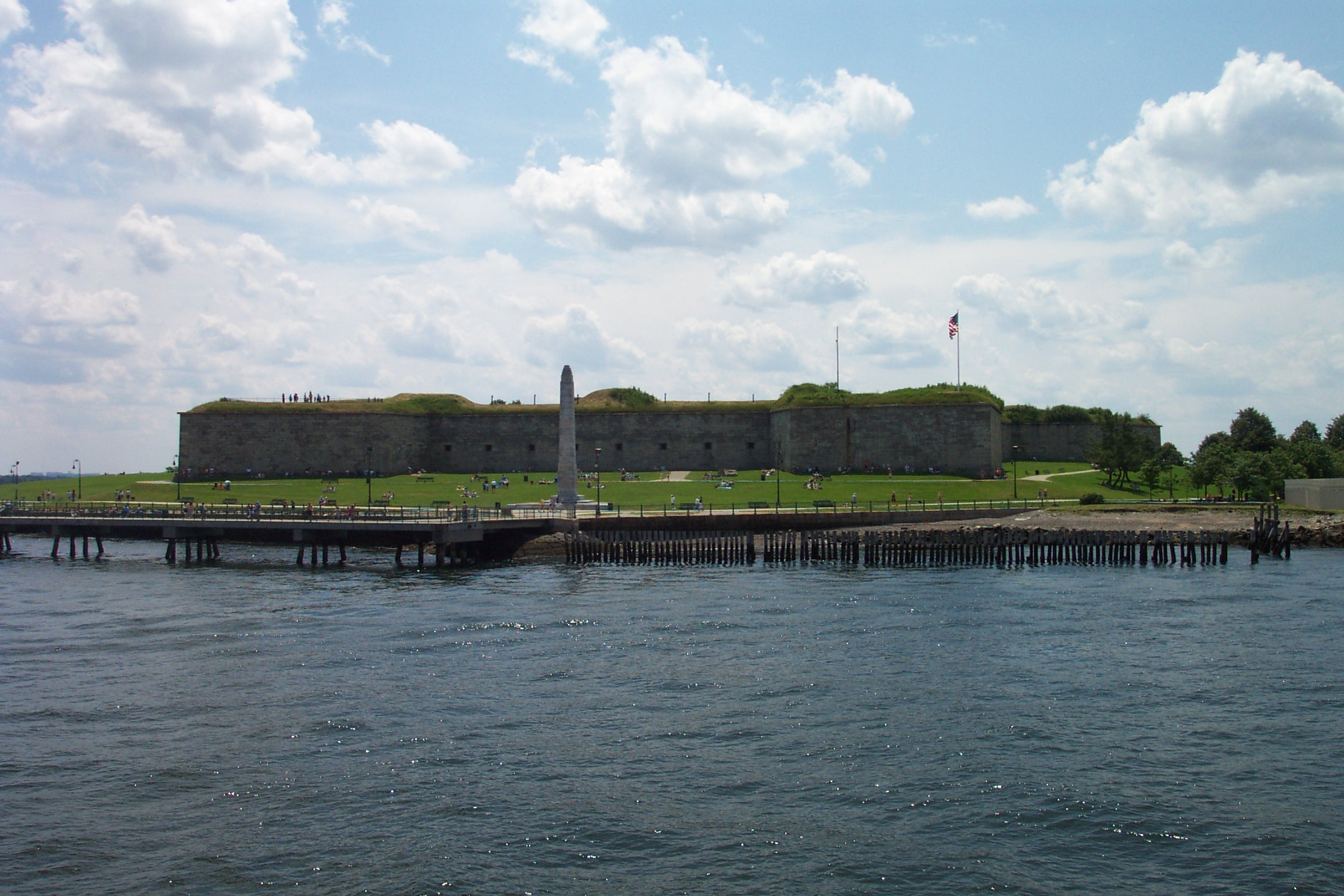
Fort Independence, Castle Island, Boston

Fort Independence is een fort gebouwd ter bescherming van de haven van Boston. Het fort is gelegen op het voormalige Castle Island, maar door de uitbreiding van de stad Boston is het nu aan het vasteland verbonden. Het fort is een monument en open voor publiek in de zomermaanden.

## Geschiedenis

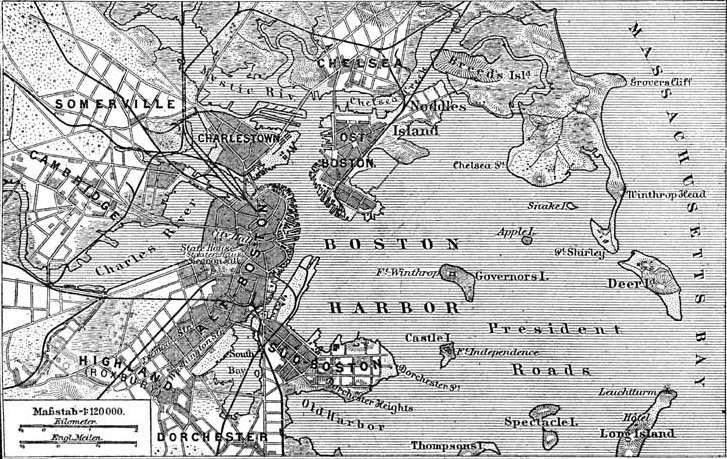
Kaart van de haven van Boston uit 1888 met daarop Castle Island

In 1634 besloot gouverneur Dudley van de Massachusetts Bay Colony een versterking te bouwen op Castle Island ter bescherming van de haven van Boston. Het eerste fort was een versterking die uit aarde was opgebouwd, maar in diverse stappen werd de versterking groter en verstevigd. In 1703 werd een vernieuwd fort, met vier bastions, in gebruik genomen. Vanaf het begin van de 18e eeuw had de versterking de naam Castle William, genoemd naar de Nederlandse koning Willem III van Oranje. Het fort telde toen 72 kanonnen. Bij het vertrek van de Engelsen uit Boston in 1776 vernielden zij het fort. De Amerikanen herstelden de schade en het fort werd in 1778 weer in gebruik genomen. In 1779 gaf de Amerikaanse president 
 John Adams het fort de naam Fort Independence
Het huidige fort is de zevende versie op deze locatie. Het was gebouwd door kolonel John Foncin tussen 1801 en 1803. Het werk telt vijf bastions gemetseld van baksteen. In de periode 1834 - 1851 werd het fort, onder leiding van kolonel Sylvanus Thayer, nogmaals belangrijk verstevigd, maar de stervorm bleef. De kolonel was een hoofdingenieur in dienst van het leger en in diezelfde tijd werkte hij ook aan twee andere forten in de omgeving van Boston, namelijk Fort Warren op Georges Island en Fort Winthrop op Governors Island, waar nu de internationale luchthaven van Boston ligt.
Gedurende de geschiedenis heeft het fort slechts eenmaal vijandige acties ervaren. In maart 1776 beschoot het Engelse leger vanaf het eiland Amerikaanse opstandelingen op Dorchester Heights, maar de afstand was te groot en de projectielen misten hun doel. Het fort is verder veelal gebruikt voor het trainen van militairen en voor het opsluiten van krijgsgevangenen. In de Tweede Wereldoorlog plaatste de Amerikaanse marine een installatie om het magnetische veld van schepen te meten. Dit was noodzakelijk vanwege het gebruik van Duitse magnetische mijnen.
In 1970 werd het fort toegevoegd aan het National Register of Historic Places.